# Marttila
Marttila (szw. S:t Mårtens) – gmina w Finlandii, położona w południowo-zachodniej części kraju, należąca do regionu Varsinais-Suomi.